# Michel Adlen
Michel Adlen né dans l'Empire russe à Loutsk ou Saki le 15 mai 1898 et mort dans le 10e arrondissement de Paris le 21 janvier 1980, est un artiste peintre et graveur russe d'origine ukrainienne ayant fait carrière en France.

## Biographie
Michel Adlen naît dans l'Empire russe à Loutsk ou Saki.
De 1915 à 1922, Michel Adlen suit des cours de peinture à Vienne où il expose pour la première fois. En 1923 il est à Berlin et participe à plusieurs expositions d'art graphique. La même année, il arrive à Paris et traverse une brève période cubiste en 1925.
En 1936, il participe à l'Exposition Internationale de gravure sur bois à Varsovie. Les musées de Moscou et de Kiev font acquisition de ses gravures dès 1928.
Jeanne (1902-1997), son modèle qui deviendra son épouse, originaire de Saint-Yrieix-la-Perche (Haute-Vienne) lui fait découvrir les paysages du Limousin. Il partagera son temps entre son atelier à Paris et des séjours de le Limousin et la région de Nice.